# Chrysometa luisi
Chrysometa luisi là một loài nhện trong họ Tetragnathidae.
Loài này thuộc chi Chrysometa. Chrysometa luisi được Herbert W. Levi miêu tả năm 1986.